# Stelios Malezas
Stilianos Malezas, más conocido como Stelios Malezas (Katerini, Macedonia Central, Grecia, 11 de marzo de 1985) es un exfutbolista de Grecia. Jugaba de defensa central y su último club fue el A. O. Xanthi de la Superliga de Grecia.

## Clubes
| Club                | País     | Temporadas |
| ------------------- | -------- | ---------- |
| PAOK Salónica F. C. | Grecia   | 2003-2012  |
| Irodotos (cedido)   | Grecia   | 2004-2005  |
| Fortuna Düsseldorf  | Alemania | 2012-2014  |
| Panetolikos         | Grecia   | 2014-2015  |
| PAOK Salónica F. C. | Grecia   | 2015-2019  |
| A. O. Xanthi        | Grecia   | 2019-2020  |

## Palmarés

### Campeonatos nacionales
| Título              | Club                | País   | Año  |
| ------------------- | ------------------- | ------ | ---- |
| Copa de Grecia      | PAOK Salónica F. C. | Grecia | 2017 |
| Copa de Grecia      | PAOK Salónica F. C. | Grecia | 2018 |
| Superliga de Grecia | PAOK Salónica F. C. | Grecia | 2019 |
| Copa de Grecia      | PAOK Salónica F. C. | Grecia | 2019 |